# Mary Anne Barker

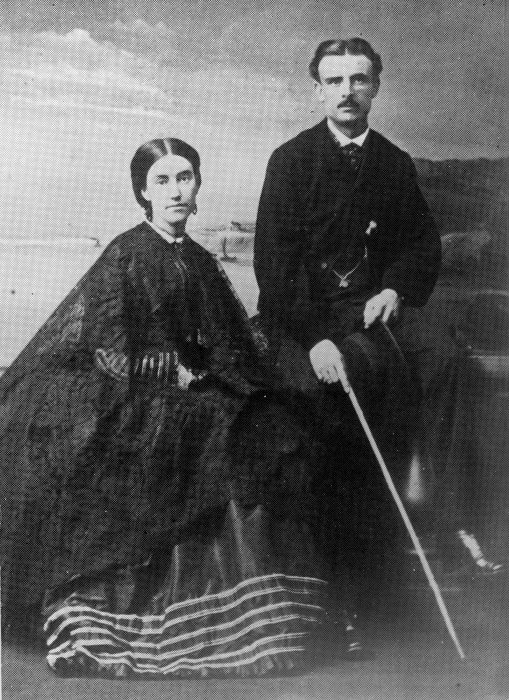
Mary Anne Barker cùng chồng là Frederick Napier Broome, khoảng năm 1866

Mary Anne Barker, Lady Barker (29 tháng 1 năm 1831 - 6 tháng 3 năm 1911), sau này đổi thành Mary Anne Broome, Lady Broome, là một tác giả.

## Tiểu sử
Sinh ra Mary Anne Stewart ở Spanish Town, Jamaica, bà là con gái lớn của Walter Steward, Bộ trưởng về Đảo của Jamaica. Bà được giáo dục ở Anh, và năm 1852 kết hôn với Đại úy George Robert Barker của Pháo binh Hoàng gia, người mà bà có hai con sau này. Khi Barker được phong tước hiệp sĩ cho sự lãnh đạo của ông tại Cuộc bao vây Lucknow, Mary Anne trở thành "Lady Barker". Tám tháng sau Barker qua đời.
Vào ngày 21 tháng 6 năm 1865, Mary Anne Barker kết hôn với Frederick Napier Broome. Hai vợ chồng sau đó đi thuyền đến New Zealand, để lại hai đứa con ở Anh. Đứa con đầu lòng của cặp vợ chồng được sinh ra ở Christchurch vào tháng 2 năm 1866, nhưng qua đời vào tháng 5. Đến lúc này, họ đã chuyển đến trạm cừu Steventon, nơi Broome đã hợp tác với H. P. Hill để mua lại nó. Họ ở đó trong ba năm; họ đã mất hơn một nửa số cừu vào mùa đông năm 1867 và để đáp lại Broome đã bán hết và cặp vợ chồng trở về London.
Cả Mary Anne và chồng sau đó trở thành nhà báo. Vẫn giữ tên gọi là "Lady Barker", Mary Anne Broome trở thành phóng viên của The Times, đồng thời xuất bản hai cuốn thơ, Poems from New Zealand (1868) và The Stranger from Seriphos (1869). Năm 1870, bà xuất bản cuốn sách đầu tiên Station Life in New Zealand, một bộ sưu tập các bức thư của bà. Cuốn sách đã thành công thuyết phục, trải qua nhiều phiên bản và được dịch sang tiếng Pháp và tiếng Đức.
Trong tám năm tiếp theo, Lady Barker đã viết thêm mười cuốn sách, bao gồm Một chiếc bánh Giáng sinh trong Four Quarters  (1871), phần tiếp theo của Station Life mang tựa đề Station Amusements in New Zealand (1873), và First Lessons in the Principles of Cooking (1874). Danh hiệu cuối cùng này đã dẫn đến việc bà được bổ nhiệm làm Giám đốc phụ trách của Trường đào tạo nấu ăn quốc gia tại South Kensington.
Khi Frederick Broome được bổ nhiệm làm Bộ trưởng Thuộc địa Natal năm 1875, Lady Barker đi cùng ông đến đó. Các cuộc chinh phục thuộc địa sau đó của Broome đã đưa anh ta đi du lịch đến Mauritius, Tây Úc, Barbados và Trinidad. Dựa trên những kinh nghiệm này, Lady Barker đã xuất bản A Year's Housekeep in South Africa (1880) và Letters to Guy (1885).
Frederick Broome được phong tước hiệp sĩ vào ngày 3 tháng 7 năm 1884 và sau đó Mary Anne tự gọi mình là "Lady Broome". Bà đã xuất bản cuốn sách cuối cùng trong số 22 cuốn sách của mình, Colonial Memories dưới tên này. Sau cái chết của Sir Frederick Broome năm 1896, Lady Broome trở lại London, qua đời ở đó vào ngày 6 tháng 3 năm 1911.